# Atractodes paucus
Atractodes paucus är en stekelart som beskrevs av Setsuya Momoi 1970. Atractodes paucus ingår i släktet Atractodes och familjen brokparasitsteklar. Inga underarter finns listade.